# Journey of a Roach
Journey of a Roach (englisch; auf Deutsch etwa Reise einer Kakerlake) ist ein Computerspiel des Genres Adventure und wurde 2013 durch den deutschen Publisher Daedalic Entertainment veröffentlicht. Entwickelt wurde es vom Schweizer Studio Koboldgames. Das Spiel wurde zwei Mal für eine Schweizer Auszeichnung nominiert bzw. hat diese erhalten.

## Handlung
Journey of a Roach spielt auf der Erde nach einer Nuklearkatastrophe. Der Spieler übernimmt die Rolle der Kakerlake Jim, die einen Weg an die Erdoberfläche sucht. Die Reise führt durch ein unterirdisches Labyrinth aus Bunkern, in denen diverse Gegenstände gefunden und Rätsel gelöst werden müssen.

## Spielprinzip und Technik
Journey of a Roach kombiniert Elemente eines traditionellen Point-and-Click-Adventures mit einer unkonventionellen Steuerung. Da die Hauptfigur des Spieles eine Kakerlake ist, kann sie sich nicht nur am Boden, sondern auch an den Wänden und der Decke fortbewegen. Dieser Umstand wurde in viele Rätsel integriert und verleiht ihnen dadurch einen einzigartigen Charakter.

## Rezeption
Journey of a Roach erhielt größtenteils mittelmäßige bis schlechte Bewertungen. Die Rezensionsdatenbank Metacritic aggregiert 19 Rezensionen zu einem Mittelwert von 65.

### Auszeichnungen
Im Juli 2013 wurde das Spiel als einer der Gewinner des "Call for Projects: Swiss Games 2012/2013" ausgewählt. Die Jury nannte als Gründe für die Auswahl sowohl das einzigartige Gameplay als auch den speziellen Grafikstil. Der Preis wurde von Pro Helvetia, dem Neuchâtel International Fantastic Film Festival und Fondation Suisa verliehen. Journey of a Roach war außerdem nominiert für den "Swiss Game Award 2013" der Swiss Game Developers Association.